# Таксистка
«Таксистка» («Taxi Girl») — італійська еротична комедія 1977 року, знятий режисером Мікеле Массімо Тарантіні на кіностудії «Dania Film» з Едвіж Фенек у головній ролі.

## Сюжет
Щоб продовжити сімейну традицію, дівчина вирішує стати водієм таксі. Між рейсами вона має справлятися не лише із затором, а й зі своїми численними шанувальниками. Завдяки своїй привабливій постаті, разом з вірним другом Альваро та комісаром поліції, їй вдасться знешкодити небезпечну банду наркоторговців на чолі з Адоне Адонісом.

## У ролях
- Едвіж Фенек — Марчелла
- Енцо Каннавале — комісар Анджеліні
- Альдо Маччоне — Адоне Адоніс
- Мікеле Джамміно — Вальтер
- Франко Діоджене — шейх Абдул Лала
- Россана Ді Лоренцо — Орнелла
- Гастоне Пескуччі — режисер
- Альваро Віталі — Альваро
- Джанфранко Д'Анджело — Ісідоро
- Джордж Хілтон — Рамон
- Джакомо Ріццо — Рокко
- Франка Сканьєтті — араб
- Енцо Ліберті — батько Марчелли
- Адріана Факкетті — мати Марчелли
- Альфредо Адамі — бармен
- Данте Клері — хворий
- Томас Руді — араб
- Чезаре Брам'єрі — карабінер
- Тоні Морган — карабінер
- Франческо Аннібаллі — асистент режисера

## Знімальна група
- Режисер — Мікеле Массімо Тарантіні
- Сценаристи — Мікеле Массімо Тарантіні, Франческо Міліція
- Продюсер — Лучано Мартіно
- Оператор — Джанкарло Феррандо
- Музика — I Pulsar Music Ltd.
- Художник — Франческо Калабрезе